# プロピオン酸
プロピオン酸（プロピオンさん、英: propionic acid）は、カルボン酸の一種。IUPAC命名法でプロパン酸 (propanoic acid)。消防法による第4類危険物 第2石油類に該当する。
語源は「最初の脂肪酸」という意味で、油脂の加水分解により得られる脂肪酸のうち、最も炭素数の少ないものであったことによる。

## 性質
無色の液体で、不快な臭気を有する。
水、エタノール、クロロホルム、エーテルなどに溶けやすい。1-プロパノール、プロピオンアルデヒドの酸化によって得られる。

## 用途
プロピオン酸および同カルシウム塩・ナトリウム塩が、食品用保存料および香料として利用可能であるが、特有の臭気があるため使用例は多くない。

### 食品および飼料保存料としての利用
カビやバクテリアの繁殖を防ぐ目的で、食品や家畜飼料およびペットフードの保存料として用いられることがある。
- 欧州食品安全機関
  - 食肉調製品、加工食肉及び加工魚介類における保存料 5000mg/kg 以下[6]
  - ベーカリー製品及びチーズ製品 5000mg/kg 以下[6]

動物飼料では、プロピオン酸（液状）やそのアンモニア塩が用いられる。生物学研究で利用されるショウジョウバエの餌には多用される一方で、高濃度での使用やプロピオン酸蒸気によりショウジョウバエの行動が変化することが指摘されている。
食品への利用は、パンなどを中心に防カビ効果を期待して添加されることもある。しかし、プロピオン酸そのものに強い臭気があるため、使用している製品は限られる。

### 工業的な利用
熱可塑性樹脂や印刷用インク、塗料の原材料を合成するための中間体として利用される。プロピオン酸から合成されるアセチルプロピオニルセルロースは、マニキュアやニスなどの原材料として用いられる。
プロピオン酸は特有の臭気を持つことから、合成香料の原料としても用いられる。
バイオガス製造において代謝される主要な揮発性脂肪酸として知られ、全体の6 - 35%を占めるとされている。

## 誘導体
イブプロフェン、ナプロキセン、ロキソプロフェンナトリウムなど、α位に芳香族部位が置換した非ステロイド性抗炎症薬 (NSAIDs) が知られ、「プロピオン酸系」と称される。

## 生体での生成
哺乳類の大腸やルーメンでは細菌が食物の中のセルロースやヘミセルロースを嫌気発酵し、プロピオン酸などの短鎖脂肪酸を生成しており、これが草食性動物の体内では重要なエネルギー源となっている。ウシなどの反芻動物は、第1胃で行われる糖質の発酵によって大量のプロピオン酸を生産する。反芻動物の場合は、セルロースを分解するバクテリアが胃の中で糖を揮発性脂肪酸にしてしまうのでプロピオン酸からのビタミンB12を利用した糖新生は特に重要な代謝である。プロピオン酸生産菌（プロピオニバクテリウム属など）はビタミンB12を生産する主要な菌であり、草食動物は腸内細菌としてこれらの菌からビタミンB12を摂取している。後述するようにビタミンB12は、プロピオン酸の代謝に必要不可欠な補酵素の1つである。
炭素数が奇数の脂肪酸はβ酸化により反応が進み、2個ずつの炭素がアセチルCoAとして生成し、最後に炭素数3個のプロピオニルCoAを生じる。プロピオニルCoAは、プロピオン酸とCoAが結び付いたもので加水分解するとプロピオン酸が生じる。
イソロイシン、メチオニン、バリンは、アミノ酸の代謝分解によりプロピオニルCoAを生じる。

## 生体での代謝
哺乳動物では、プロピオニルCoAはビオチン依存性酵素であるプロピオニルCoAカルボキシラーゼによって(S)-メチルマロニルCoAに変換される。この酵素反応では炭酸水素イオンとATPを要する。この生成物はさらにメチルマロニルCoAエピメラーゼによって(R)-メチルマロニルCoAに変換される。(R)-メチルマロニルCoAは、メチルマロニルCoAムターゼによってスクシニルCoAに変換されるが、この酵素は炭素-炭素結合の移動を触媒するためのコバラミン（ビタミンB12）を要する。メチルマロニルCoAムターゼの欠如は、血液のpHが低下するメチルマロン酸血症（Methylmalonic acidemia）を引き起こす。生成したスクシニルCoAは、クエン酸回路の中間体として代謝される。
人の皮膚常在菌である Propionibacteriaはプロピオン酸を生成できることから名付けられた。